# ラムチャンドラ・ジャー
ラムチャンドラ・ジャー（Ram Chandra Jha）は、ネパールの政治家。統一共産党中央委員。プラチャンダ内閣の地域開発大臣。2008年4月10日、ダヌシャ郡第1選挙区で制憲議会議員に当選している。